# 宋晓飞
宋晓飞 （1976年1月27日—），中国电影摄影师。北京电影学院电影摄影专业毕业，主要合作演员为黄渤。拍摄过的影片有《安德烈的晚上》、《天使不寂寞》、《五行战士续集》、《警察有约》、《双食记》、《斗牛》、《星海》、《倔强的萝卜》、《杀生》、《人再囧途之泰囧》、《心花路放》。拍摄过的广告：中国电信系列；中国移动系列；动感地带系列奥迪汽车系列；奔驰汽车等。《斗牛》获2009年第46届金马奖“最佳摄影奖”提名。2010年拍摄电影《杀生》获得第47届金马奖“最佳摄影”提名。2012年拍摄电影《泰囧》，该片获得13亿票房，成为中国电影票房神话。2012年底担任《一代宗师》的摄影指导，接任法国摄影师菲利普勒素的工作，使该片圆满完成。2013年《一代宗师》获得第50届金马奖“最佳摄影奖”，第86届美国奥斯卡“最佳摄影”提名，第33届香港金像奖“最佳摄影”提名。